# Encino Man
Encino Man (bra: O Homem da Califórnia) é um filme estadunidense de 1992, do gênero comédia fantástica, dirigido por Les Mayfield e estrelado por Brendan Fraser , Sean Astin e Pauly Shore. 

## Sinopse
Durante a primeira idade do gelo, um homem das cavernas (Brendan Fraser) tenta fazer fogo com sua namorada (Sandra Hess). Um terremoto faz com que um desmoronamento enterre os dois.
Isto leva a uma atual Los Angeles, onde um terremoto desperta o adolescente Dave Morgan (Sean Astin). Ele junto com seu melhor amigo Stoney (Pauly Shore), esforça-se para atingir a popularidade na escola, mas ele é o rejeitado. Dave é apaixonado por Robyn Sweeney (Megan Ward), uma garota doce e atraente, que tem sido sua melhor amiga desde a escola primária. Seu namorado Matt Wilson (Michael DeLuise) é um atleta valentão que é constantemente responsável por fazer Dave e Stoney de ridículos e envergonhá-los de várias maneiras, geralmente devido diretamente ao afeto crescente de Dave por Robyn. 
Um dia, enquanto Dave está escavando seu quintal para construir uma piscina, se depara com um pedaço de gelo com o corpo de um homem dentro. Eles deixam o bloco de gelo no aquecedor da garagem, o que faz o gelo derreter, liberando o homem das cavernas, a partir da abertura do filme. O homem das cavernas cai de cabeça no século XX: a descoberta de um caminhão de lixo que ele interpreta como um mamute e televisão que ele descobre ao entrar a casa de Dave. Quando os meninos voltam para casa, encontram marcas de mão cobrindo as paredes e a casa em desordem. Investigando um alarme de fumaça apitando, eles descobrem o homem das cavernas no quarto de Dave, tentando acender uma fogueira esfregando uma vara numa pilha de gravetos. Num primeiro momento, o homem das cavernas entra em pânico, mas, em seguida, Stoney o acalma usando a chama de um isqueiro para hipnotizá-lo. Mas depois ele entra em pânico com o telefone tocando. Depois de dar-lhe banho e deixá-lo com a aparência de um adolescente comum, Dave lhe dá o nome de "Link", como no elo perdido. 
Eles conseguem enganar a família de Dave fazendo-os pensarem que ele é realmente um estudante de intercâmbio estoniano enviado para viver com eles, e matriculam-no na escola, onde o comportamento bizarro de Link e suas habilidades atléticas supremas dão a Dave e Stoney a popularidade por associação, permitindo que Dave se aproxime de Robyn, para grande desgosto de Matt. Logo fica evidente que a atitude bizarra de Stoney está tendo um efeito sobre as ações e discurso Link, o que causa uma briga entre Dave e Stoney e depois uma luta com Matt em um rinque de patinação, bem como o desenvolvimento de uma atração entre Robyn e Link. Dave tenta enviar Link para longe, mas uma luta entre ele e Stoney causa Link para voltar correndo. Na noite do baile, Link é um sucesso na festa com Robyn como sua acompanhante, enquanto Dave fica para a noite. Matt invade o quarto de Dave e rouba provas fotográficas de que Link é um homem das cavernas. Quando Dave e Stoney vão atrás de Matt e seus amigos, outro terremoto acontece. No baile, o plano de Matt sai pela culatra, a informação faz de Link ainda mais popular. Após a formatura, os alunos frequentam a casa de Dave para uma festa na piscina, onde Dave e Robyn se beijam. Enquanto isso, Stoney e Link seguem pistas semelhantes a quando o encontraram variando de impressões de mama no slide e pinturas que cobrem as paredes. Eles seguem as pegadas de lama até o banheiro e descobrem uma bela mulher das cavernas na banheira, que acaba por ser a namorada de Link do início do filme.

## Elenco
- Sean Astin como David "Dave" Morgan
- Brendan Fraser  como Linkovich "Link" Chomovsky
- Pauly Shore como Stanley "Stoney" Brown
- Megan Ward como Robyn Sweeney
- Robin Tunney como Ella
- Michael DeLuise como Matt Wilson
- Patrick Van Horn como Phil
- Dalton James como Will
- Rick Ducommun como Mr. Escova
- Jonathan Quan como Kim
- Rose McGowan como Nora
- Michole Branco como Kathleen
- Mariette Hartley como Mrs. Morgan
- Richard Masur como Mr. Morgan
- Ellen Blain como Tenna Morgan
- Sandra Hess como Caverna Nug
- Mike Diamente como Steve Morgan
- Erick Avari como Raji
- Gerry Bednob como Kashmir

## Trilha-Sonora
- Fonte:allmusic.com/[2]

01. Vince Neil - You're Invited (But Your Friend Can't Come) (4:28)

02. Cheap Trick - Wild Thing (4:29)

03. Queen - Stone Cold Crazy (2:16)

04. Scatterbrain - Mama Said Knock You Out (3:46)

05. Crystal Waters - You Turn Me On (3:53)

06. Yothu Yindi - Treaty (4:06)

07. Infectious Grooves - Feed the Monkey (5:03)

08. The Smithereens - Wooly Bully (3:04)

09. The Edgar Winter Group - Frankenstein (4:43)

10. The Scream - Young & Dumb (3:24)

11. The Jesus & Mary Chain - Why'd You Want Me? (3:14)

12. Steve Vai - Get The Hell Out Of Here (3:53)

13. Hi-C - Leave My Curl Alone (3:15)

14. T-Ride - Luxury Cruiser (2:55)

15. Tone Lōc - Cool Hand Loc (4:10)